# Гюрдал, Гамзе
Гамзе Гюрдал (тур. Gamze Gürdal; род. 12 июня 1995, Эрзурум, Турция) — турецкая паратхэквондистка. Серебряная призёрка летних Паралимпийских игр 2024 в Париже.

## Биография
3 сентября 2021 года на летних Паралимпийских играх 2020 в Токио участвовала в турнире в весовой категории до 58 кг. В четвертьфинале уступила британке Бет Мунро, в утешительном полуфинале победила египтянку Сальму Абохегази, а матче за третье место проиграла бразильянке Силване Фернандеш.
30 августа 2024 года на летних Паралимпийских играх 2024 в Париже соревновалась в категории до 57 кг и завоевала серебряную медаль. Она победила в четвертьфинале спортсменку из Фиджи — Айрин Мар, в полуфинале — сербку Марию Мичев. В финале уступила китайской паратхэквондистке Ли Юйцзе.